# Medische milieukunde
Medische milieukunde is het medisch specialisme dat zich bezighoudt met de invloed van milieu op gezondheid. Het belangrijkste doel van de medische milieukunde is het beschermen en bevorderen van de gezondheid van burgers via het beperken van risico's van milieufactoren en het stimuleren van positieve omgevingsfactoren. Het werkveld van de medische milieukunde is divers: verontreinigingen in de bodem, het water, de binnenlucht van huizen, de buitenlucht, geurhinder, geluidhinder, straling, veiligheid, et cetera. 

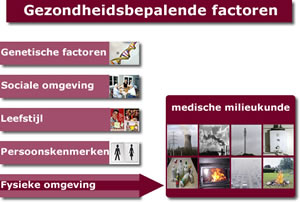
Schematisch overzicht van de kadering van het milieu binnen de gezondheidsbepalende factoren

De fysieke omgeving van de mens, het milieu, vormt een van de vijf belangrijkste gezondheidsbepalende factoren. De andere zijn genetische factoren, sociale omgeving, leefstijl en persoonskenmerken.
Studies hierop werden gezien als een verbijzondering op het vakgebied milieukunde, de nieuwe discipline werd bekend als medische milieukunde en werd als volgt gedefinieerd:
"de leer (kennis en onderzoeksmethoden) van de invloed van de verontreiniging van het algemene milieu op de gezondheid van de mens. Met behulp hiervan kan men adviezen geven die beogen de gezondheid te bevorderen" (Verberk, 1984).
- voorbeelden van bestaande klachten zijn: astma, chronische bronchitis en ischemische hart- en vaataandoeningen
- voorbeelden van nieuwe klachten zijn: hinder, slaapstoornissen, verminderd concentratievermogen en gevoelens van onveiligheid, vervreemding of stress.

## Geschiedenis
In de jaren 70 was er een behoefte voor een medisch specialisme dat zich specifiek bezig hield met de relatie tussen milieu en gezondheid. Tot dan toe waren deze werelden sterk gesegregeerd. De behoefte ontstond door een aantal verschillende milieuverontreinigingen die werden ontdekt nadat er gezondheidsklachten optraden bij inwoners. Dit veroorzaakte maatschappelijke onrust. In het bijzonder was het gifschandaal in Lekkerkerk een katalysator voor het tot stand komen van het vakgebied. Sinds 1977 is medische milieukunde als tak van de sociale geneeskunde erkend. Sinds 2001 is deze tak als bijzonder uitstroomprofiel opgegaan in een van de hoofdstromingen binnen de sociale geneeskunde, de "Community Medicine". Sinds 1986 houden de GGD-en zich structureel met het verlenen van medische milieukundige zorg bezig. 
De laatste jaren staat het milieu als gezondheidsbepalende en gezondheidsbedreigende factor zeer sterk in de belangstelling. Waar begin vorige eeuw vooral aandacht werd besteed aan biologische vervuiling van het leefmilieu en de bijhorende infectieziekten (cholera, difterie, tbc enz.), ligt de nadruk in de geïndustrialiseerde landen tegenwoordig veel meer op chemische en fysische verontreiniging en de relatie met het vaker voorkomen van ziektes zoals kanker en luchtwegproblemen. 

## Medisch milieukundigen in Vlaanderen

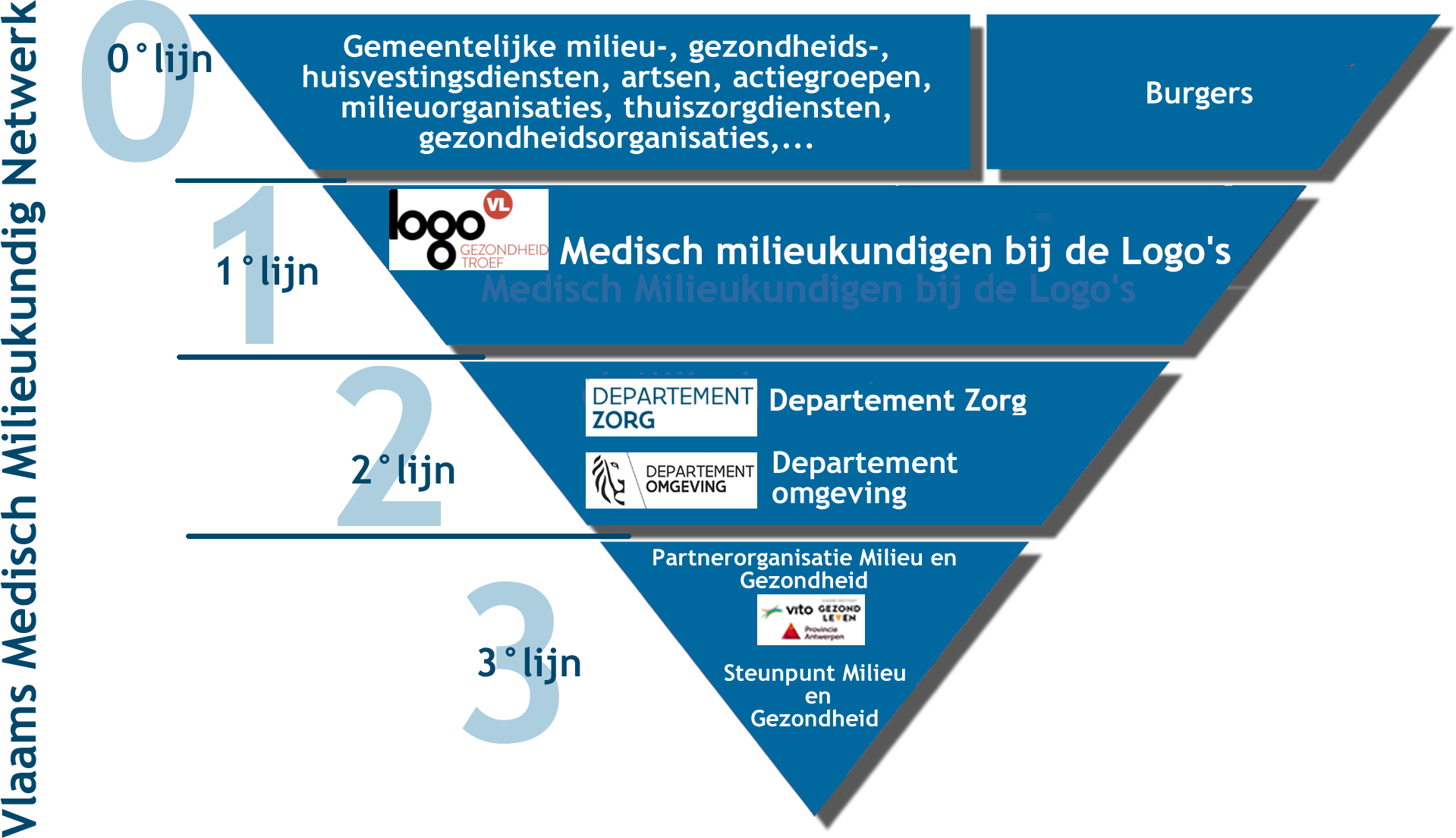
Schematisch overzicht van het Vlaams Medisch Milieukundig Netwerk

In Vlaanderen zijn 13 fte medisch milieukundigen tewerkgesteld. Zij bieden regionaal vanuit het Lokaal Gezondheidsoverleg (LOGO) ondersteuning aan lokale actoren, zoals artsen, gemeenten, bewonersgroepen en organisaties op het gebied van zowel buitenmilieu (milieuproblemen met een oorzaak buiten gebouwen, bijvoorbeeld uitlaatgassen en bodemverontreiniging) als binnenmilieu (milieuproblemen met een oorzaak binnen gebouwen, bijvoorbeeld schimmel, formaldehyde en vluchtige organische stoffen).
De taken en diensten van de Vlaamse medisch milieukundigen houden onder andere het volgende in:
- Objectief advies bij gezondheidsproblemen die in verband staan met het milieu
- Sensibiliseren rond gezond wonen en woningonderzoeken uitvoeren in het kader van het Binnenmilieubesluit (BS 19/10/04)
- Informeren over gezondheidsrisico's die in verband staan met het milieu door voordrachten, informatie via de websites, het aanleveren van artikels, folders enz.
- Ondersteunen en opstarten van lokale projecten rond gezondheid en milieu

Typische voorbeelden van zulke projecten zijn "Lekker Fris", dat gezondere lucht in de klassen van het basisonderwijs tracht te verkrijgen door onder andere meer te verluchten en beter te ventileren, en het project "Air@school", dat een gelijkaardige doelstelling heeft in het secundair onderwijs. In 2022 is het project "Binnenluchtbrigade" uitgerold als opvolger van "Lekker Fris".
De medisch milieukundigen bij de LOGO's (Lokaal Gezondheidsoverleg) vormen de eerste trap van het Vlaams medisch milieukundige netwerk: dit netwerk heeft als doel het opbouwen van zowel een maximale primaire preventie (voorkomen van gezondheidsproblemen ten gevolge van een verontreinigd leefmilieu) als secundaire preventie (tijdig opsporen van potentiële bedreigingen in het leefmilieu voor de volksgezondheid). Dit  netwerk streeft naar en is ontworpen voor een volwaardige participatie van diverse actoren en betrokkenen op vlak van gezondheid en milieu, zowel op lokaal als op Vlaams niveau.
De tweede trap van dit netwerk wordt gevormd door de dienst Preventie van het Departement Zorg en door de Dienst Milieu&Gezondheid van het Departement Omgeving.
De derde trap bestaat uit de partnerorganisaties Milieu en Gezondheid en het Steunpunt Milieu en Gezondheid.

## Medische milieukunde in Nederland
In Nederland ligt de wettelijke basis voor de medische milieukunde in de wet publieke gezondheid en wordt deze verder uitgewerkt in het besluit publieke gezondheid. In de meeste gevallen voert de GGD de taken van de medische milieukunde uit in opdracht van gemeenten. In artikel 2.3 van het besluit publieke gezondheid staat omschreven wat medisch milieukundige zorg in ieder geval omvat: 
1. het signaleren van ongewenste situaties;
2. het adviseren van de bevolking over risico’s, inclusief gezondheidskundig advies over gevaarlijke stoffen, in het bijzonder bij rampen of dreiging van rampen;
3. het beantwoorden van vragen uit de bevolking en het geven van voorlichting;
4. het verrichten van onderzoek.

In Nederland zijn er zo'n 40 fte medisch milieukundigen werkzaam bij de GGD-en. Dit zijn artsen medische milieukunde, milieugezondheidskundigen en/of verpleegkundigen. Zij werken onder andere aan het afhandelen van lokale milieugerelateerde gezondheidsklachten of het bieden van adviezen ter verbetering van het binnenmilieu (bijvoorbeeld in scholen). Medisch milieukundigen werken volgens landelijke richtlijnen die door de GGD-en gezamenlijk worden vastgesteld.   
Naast het uitvoeren van preventieve taken is het een taak van de medische milieukunde om gezondheidskundig advies over gevaarlijke stoffen te geven bij rampen of dreiging van rampen. Deze functie wordt vervuld door een Gezondheidskundig Adviseur Gevaarlijke Stoffen (GAGS). De GAGS geeft informatie over te verwachten gezondheidseffecten na blootstelling aan een stof op korte en lange termijn. Hij/zij adviseert medisch personeel over gezondheidsrisico's voor de bevolking en te nemen maatregelen (bijvoorbeeld schuilen, evacueren of ontsmetten) om gezondheidsschade zoveel mogelijk te voorkomen of te beperken.   